# Grace Stone
Grace Stone (* 1. Februar 1994 in London) ist eine britische Schauspielerin.
Sie studierte von 2012 bis 2015 an der Guildford School of Acting, einer Abteilung der University of Surrey und erreichte den Hochschulabschluss in Schauspielkunst.

## Karriere

### Film
Ihre erste Filmrolle erhielt die gebürtige Londonerin 2015. In der Fernsehserie Call the Midwife – Ruf des Lebens spielte sie in einer Folge der fünften Staffel Gina Matlin. Auch in Doctors ein Jahr später war sie in einer Episode zu sehen. 2017 war sie Helen Mitford in Lucky Man und Anne Tennant in The Crown. In der gleichen Spielzeit stand sie in ihrem ersten Spielfilm The Red Haven in der Hauptrolle Amelia vor der Kamera. In der Nebenrolle Siobhan Mooney in der britisch-französischen Fernsehserie Death in Paradise wurde Stone auch in Deutschland bekannt. Als Tochter von Detective Inspector Jack Mooney (Schauspieler Ardal O’Hanlon) reiste Siobhan ihrem Vater nach Saint Marie nach und wohnte einige Zeit bei ihm. Um Philosophie in England zu studieren, verließ sie ihren Erzeuger, kehrte aber am Ende der achten Staffel auf die fiktive Karibikinsel zurück. Mit insgesamt sieben Episoden war dies zum ersten Mal in der Karriere der britischen Darstellerin eine Filmreihe, in der sie in mehr als in einer Folge eine Rolle spielte. Zwischenzeitlich hatte sie einen weiteren Einmalauftritt als Emily Thomas in Delicious. Während der gesamten Zeit wurde Grace Stone auch immer wieder für Werbefilme angefragt.

### Theater
Schon während ihrer Studentenzeit stand die aus der englischen Hauptstadt stammende Schauspielerin häufig auf der Bühne. Sie war 2013 Kate Keller in All my sons und Olivia in Twelth Night, spielte ein Jahr später in The Tempest sowohl die Ariel als auch die Iris und in The Radicalisation of Bradley Manning mehrere Persönlichkeiten. 2015 war sie in Henry V und in  Sarah's War zu sehen. In der folgenden Spielzeit nach ihrer Ausbildung stellte sie in Taking an age die Rose dar und zwei Jahre später die Herminia in A Midsummer Night's Dream. 2019 trat sie in All about Eve in verschiedenen Rollen auf und im gleichen Jahr war sie zum ersten Mal auf einer österreichischen Bühne im Einsatz. Im Vienna’s English Theatre wurde Die Mausefalle von Agatha Christie aufgeführt und Stone war in der Rolle der Mollie Ralston aktiv. 2023 wieder in ihrem Heimatland betrat die Britin im Theatre Royal (Bath) in Noises Off die Bühne.

## Filmografie

### Filme
- 2017: The Red Haven (Spielfilm)
- 2021: June (Kurzfilm)

### Serien
- 2015: Call The Midwife (Staffel 5, 1 Folge)
- 2016: Doctors (1 Folge)
- 2016: Lucky Man (1 Folge)
- 2017: The Crown (Staffel 2, 1 Folge)
- 2017–2020: Death in Paradise (Fernsehserie, Staffel 6 bis 9, 7 Folgen)
- 2018: Delicious (1 Folge)

## Theaterstücke
- 2013: All my Sons
- 2013: Twelfth Night
- 2014: Light Shining in Buckinghamshire
- 2014: The Tempest
- 2014: The Radicalisation of Bradley Manning
- 2015: Henry V
- 2015: Sarah's War
- 2016: Taking An Age
- 2018: A Midsummer Night's Dream
- 2019: All About Eve
- 2019: The MouseTrap
- 2023: Noises Off